# Кроква (Черновицкая область)
Кроква (укр. Кроква) — село в Левинецкой сельской общине Днестровского района Черновицкой области Украины.
До 2020 года село входило в Кельменецкий район
Население по переписи 2001 года составляло 221 человек. Почтовый индекс — 60124. Телефонный код — 3732. Код КОАТУУ — 7322087602.